# アックアラーニャ
アックアラーニャ（伊: Acqualagna）は、イタリア共和国マルケ州ペーザロ・エ・ウルビーノ県にある、人口約4,200人の基礎自治体（コムーネ）。

## 地理

### 位置・広がり
ペーザロ・エ・ウルビーノ県中部のコムーネ。ウルビーノから南南東へ12km、ペーザロから南南西へ38kmの距離にある。

#### 隣接コムーネ
隣接するコムーネは以下の通り。
- カーリ
- フェルミニャーノ
- ウルバーニア
- ウルビーノ

### 気候分類・地震分類
アックアラーニャにおけるイタリアの気候分類 (it) および度日は、zona E, 2237 GGである。
また、イタリアの地震リスク階級 (it) では、zona 2 (sismicità media) に分類される。

## 行政

### 分離集落
アックアラーニャには、以下の分離集落（フラツィオーネ）がある。
- Bellaria, Canfiagio, Cà Romano, Case nuove, Farneta, Fossato, Furlo, Naro, Pelingo, Petriccio, Pole

## 文化・観光
「スローシティ」加盟都市である。

## 人物

### 著名な出身者
- エンリコ・マッテイ - 実業家、政治家